# Moeller
Moeller Holding GmbH — немецкая компания, производитель низковольтного электротехнического оборудования и средств автоматизации. Штаб-квартира находится в Бонне (Германия). Компания Moeller, основанная в 1899 году в Кёльне, сегодня стала компанией мирового масштаба. Число сотрудников — 8600 человек. На сегодняшний день Moeller имеет представительства в 90 странах мирах, 15 производственных предприятий и более 350 торговых филиалов. Основными конкурентами компании на немецком электротехническом рынке являются: ABB, Siemens AG, Hager.

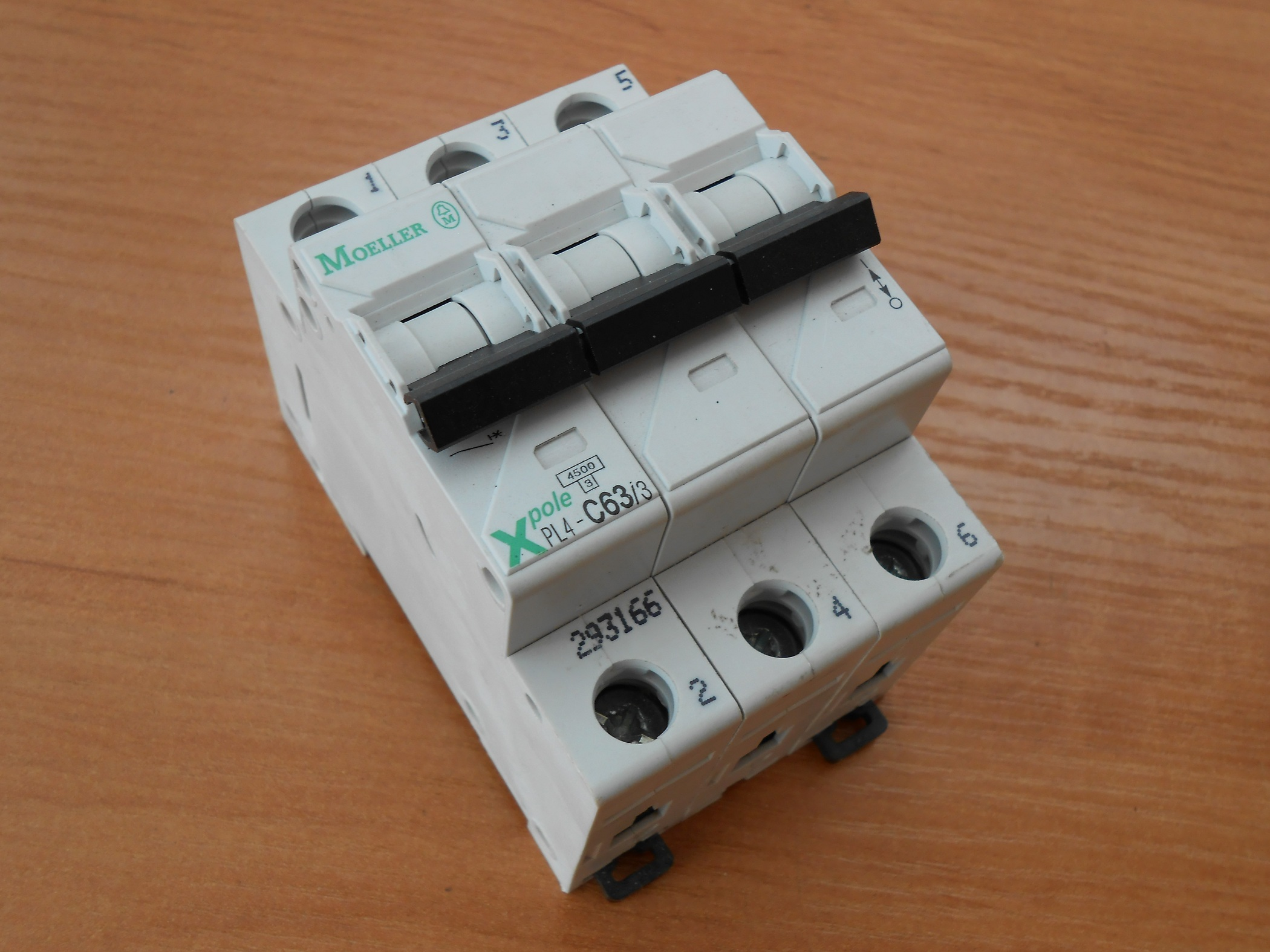
Продукция компании

Сегодня компания Moeller — это разработчик и изготовитель в области промышленной автоматизации, низковольтных распределительных установок и оборудования, распределительных систем и передаче энергии, модульным приборам для защиты, включения и выключения, извещения и измерения и другого электротехнического оборудования.
В декабре 2007 года Moeller GmbH была куплена американской промышленной группой Eaton Corporation.